# سلام عشق (فلم)
سلام عشق (بالهندية: सलाम ए इश्क़) هو فيلم بوليوودي رومانسي من إنتاج 2007. الفيلم من إخراج نيخل أدفاني ويضم فريق العمل كلًا من سلمان خان وبريانكا تشوبرا وأنيل كابور وجوهي تشاولا وأكشاي خانا وعائشة تاكيا وجون أبراهام وفيديا بالان وجوفندا وشانون إسرا وسهيل خان وإشا كوبيكار في أدوار رئيسية. وهو إعادة إنتاج غير رسمي للفيلم البريطاني الحب الحقيقي (2003).
تدور أحداث الفيلم عن ست قصص حب، ويعتبر هو التجربة الإخراجية الثانية لأدفاني بعد فيلم غدا قد يأتي وقد لا يأتي. بدأ تصوير الفيلم عام 2004 وتم الانتهاء منه عام 2006، وأصدر يوم 26 يناير 2007. واجه الفيلم نقدًا سلبيًا واعتبر «كارثي» في شباك التذاكر.

## روابط خارجية
- سلام عشق على موقع IMDb (الإنجليزية)
- سلام عشق على موقع روتن توميتوز (الإنجليزية)
- سلام عشق على موقع نتفليكس (الإنجليزية)
- سلام عشق على موقع Turner Classic Movies (الإنجليزية)
- سلام عشق على موقع أول موفي (الإنجليزية)
- سلام عشق على موقع بوكس أوفيس موجو (الإنجليزية)
- سلام عشق على موقع قاعدة بيانات الفيلم (الإنجليزية)
- سلام عشق على موقع ليتربوكسد (الإنجليزية)
- سلام عشق على موقع كينوبويسك (الروسية)